# Campeonato Colombiano de Futebol
O Campeonato Colombiano de Futebol é oficialmente conhecido como Categoría Primera A ou Liga BetPlay Dimayor (por razões comerciais). A primeira edição aconteceu em 1948, tendo como campeão o Santa Fe.
Desde o seu profissionalismo em 1948, o torneio foi disputado por 75 anos (incluindo a temporada cancelada em 1989) e 53 títulos foram premiados em torneios longos e 46 em torneios curtos, para um total de 99 títulos oficiais, sendo o Atlético Nacional de Medellín o time mais vencedor na primeira divisão da Colômbia, obtendo 18 títulos, seguido por Millonarios de Bogotá, com 16 títulos, e do América de Cali, com 15 títulos.
De acordo com o ranking de 2020 da IFFHS, a primeira categoria A é a 15ª liga profissional mais forte do mundo. Enquanto isso, é classificada como a terceira melhor na América no século XXI, apenas atrás do  Brasileirão Serie A e da Superliga Argentina, respetivamente, de acordo com a mesma entidade.

## História

### Antecedentes e amadorismo

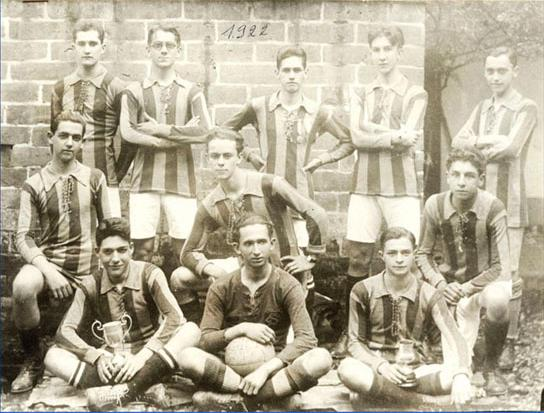
Equipe de 1922 do Medellín Foot Ball Club que conquistou 2 campeonatos nacionais em 1918 e 1920.

Não se sabe com certeza como o futebol chegou ao país, embora o primeiro jogo oficial tenha acontecido em 6 de março de 1908, uma partida organizada e arbitrada na cidade costeira de Barranquilla. Naquela cidade, eles começaram a fazer campeonatos entre equipes formadas por bairros. Bogotá também foi pioneira com a organização de pequenos campeonatos.
Em 1912, o Cali Football Club nasceu no departamento do Valle del Cauca; Em 1913, o Medellín Football Club nasceu no departamento de Antioquia; Mais tarde, mais equipas seriam fundadas, mas um fato notável dessa época é a criação da Associação Colombiana de Futebol sob o nome de Liga de Fútbol que foi reconhecido pela FIFA, mas, a Associação não era organizada e falhou na tentativa de criar o futebol profissional.

### 1948: futebol profissional

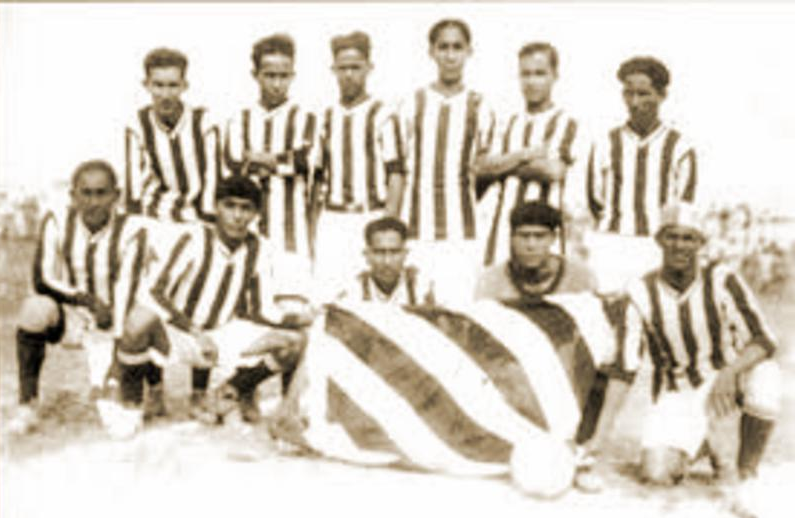
Atlético Junior em 1929

O nascimento do futebol profissional colombiano está diretamente relacionado à criação da Divisão Maior do Futebol Colombiano, que foi fundada em 27 de junho de 1948 em Barranquilla, precisamente com o objetivo de organizar um torneio de futebol profissional no país. Nessa reunião, a data de início do campeonato foi aprovada em 15 de agosto do mesmo ano. A partida inaugural da primeira temporada, foi entre o Atlético Municipal de Medellín e a Universidade Nacional de Bogotá com um resultado final de 2-0, o primeiro gol do campeonato e do futebol profissional colombiano, foi feito por Rafael Serna. Naquele primeiro torneio, o campeão foi o Independiente Santa Fe e o vice-campeão foi o Atlético Junior.

### 1949-1953 - El Dorado
Em 1948, logo após a primeira edição do campeonato colombiano, disputas internas no final do ano fizeram com que DIMAYOR deixasse a Federação Colombiana de Futebol. Em resposta, a FIFA suspendeu a liga e a seleção nacional de todos os torneios internacionais.
Enquanto isso, a Associação Argentina de Futebol enfrentava uma greve de seus jogadores. Vários dos jogadores argentinos mais importantes deixaram o deixar o país e como a liga colombiana não era afiliada à FIFA, os clubes colombianos que desejassem contratá-los não eram obrigados a pagar taxas de transferência. Com isso uma série de grandes jogadores de outros lugares do mundo passaram a ser contratados pelo futebol colombiano, como Alcides Mañay, Alfredo Di Stéfano, Atilio López, Béla Sárosi, César López Fretes, Eusebio Tejera, Héctor Rial, Heleno de Freitas, José Manuel Moreno, Néstor Rossi, René Pontoni, Schubert Gambet, Segundo Castillo, Tim, Valeriano López, entre outros.
Na temporada de 1949, começou a era do El Dorado, período em que elencos estrelados foram formados na Colômbia. Alfredo Di Stéfano, Adolfo Pedernera e Néstor Rossi foram contratados pelo Millonarios, de Bogotá, formando o "Ballet Azul"; no Santa Fe chegou o argentino Héctor Rial e vários jogadores ingleses; Valeriano López e outros peruanos foram contratados pelo Deportivo Cali, onde formaram o sensacional "Black Roller"; o Atlético Junior, de Barranquilla, trouxe os brasileiros Heleno de Freitas e Tim, e o húngaro Béla Sárosi; o Cúcuta Deportivo fez de sua base o futebol uruguaio, com jogadores como Alcides Mañay, Eusebio Tejera, Schubert Gambetta, e outros campeões mundiais de 1950; e o Independiente Medellin contratou Roberto Tito Drago e Titina Castillo, apelidado de "La Danza del Sol" pelo seu futebol.
O grande time do período no futebol colombiano foi o Millonarios, vencendo a edição de 1949, sendo vice-campeão de 1950 e sendo tricampeão em 1951, 1952 e 1953, aproveitando ao máximo as figuras do El Dorado. Em 1950, o Deportes Caldas (equipe que depois se fundiu com o Once Deportivo e formou o Once Caldas) foram a surpresa e foi campeão pela primeira vez em sua história.

### 1954-1959
Em 1954, o Atlético Nacional venceu o seu primeiro campeonato, num torneio que foi marcado pela crise económica devido ao fim do El Dorado, que obrigou várias equipas a encerrarem suas atividades. Em 1955, o Independiente Medellín venceu seu primeiro campeonato. Em 1956, o Deportes Quindío foi coroado campeão pela primeira e até agora, a única vez em sua história.
O torneio de 1957 foi um dos mais longos e confusos na história do futebol colombiano; A primeira fase foi feita em ida e volta, os 8 classificados iriam para uma fase octogonal, a qual apenas jogou 3 jogos pois as equipes eliminadas protestaram, principalmente pela importância dos eliminados: o Atlético Nacional, América de Cali, Atlético Bucaramanga e Millonarios. O torneio foi conquistado pelo Independiente Medellín, sendo o último campeonato que ganhou em 45 anos. No ano seguinte, o Independiente Medellín, se aposentaria devido a problemas econômicos.
Em 1958, o Independiente Santa Fe voltou a ganhar o campeonato depois de 10 anos ocupando posições intermediárias. No penúltimo jogo, Santa Fe e Millonarios foram a 46 pontos. Na última rodada, o Millonarios visitou o Cúcuta Deportivo e empatou por 2-2, enquanto o Santa Fe venceu por 2-0 o Atlético de Manizales. Nesse ano, o Boca Juniors de Cali anunciou a aposentadoria definitiva do campeonato.
Em 1959, com a criação da Copa Libertadores de América pela Confederação Sul-Americana de Futebol, pela primeira vez na história, uma equipe colombiana participaria de um torneio internacional oficial. O campeão foi o Milionários de Bogotá, alcançando seu quinto título. Esta equipe representaria a Colômbia na Copa Libertadores de 1960, onde chegaria às semifinais.

### 1960-1969
O torneio de 1960 foi jogado com as mesmas 12 equipes da temporada anterior, o que aconteceu pela primeira vez desde que o futebol profissional colombiano foi criado em 1948. O campeão desta edição foi o Independiente Santa Fe, alcançando sua terceira conquista. O vice-campeão foi o América de Cali.
Os próximos quatro anos seriam um despertar azul, com Millonarios de Julio Cozzi e depois de Gabriel Ochoa Uribe ganhando os campeonatos de 1961, 1962 e 1963. Em 1964, os Milionários se tornaram o primeiro time a ganhar um tetracampeonato, desta vez dirigido pelo brasileiro João Avelino, que mais tarde devido a problemas de saúde, se aposentou em meados do ano, sendo substituído por seu assistente, Efraín Sánchez.
Em 1965, o Deportivo Cali ganhou seu primeiro título, em uma temporada marcada pelo famoso Cisma do futebol colombiano, o que fez a Colômbia não participar da Copa Libertadores de América em 1965 e 1966. Em 1966, o Independiente Santa Fe volta a ganhar o campeonato sendo dirigido por Gabriel Ochoa Uribe. Em 1967, o Deportivo Cali ganhou seu segundo campeonato. Mas em 1968, o União Magdalena foi a surpresa e conquistou o seu primeiro e único título da sua história. Em 1969, o Deportivo Cali ganhou o título novamente.

### 1970-1979
Em 1970, o Deportivo Cali ganhou o seu quarto título e o que é até agora o seu único bicampeonato na história. Em 1971, o campeão foi o Independiente Santa Fe, obtendo assim seu quinto título do campeonato.
Em 1972 e depois de 8 anos, o Millonarios ganhou seu décimo título depois de ganhar um triangular final contra Deportivo Cali e Junior de Barranquilla. Em 1973, o Atlético Nacional venceu o seu segundo título depois de 19 anos, depois de vencer o Millonarios e novamente o Deportivo Cali. Em 1974, o Deportivo Cali ganhou seu quinto título depois de terminar em primeiro no hexágono final; Este seria o seu último títulos em 22 anos.
Em 1975, o Independiente Santa Fe sendo comandado pelo chileno Francisco Hormázabal obteve seu sexto título e o último em 37 anos.
O torneio de 1976 foi novamente disputado por Millonarios, Atlético Nacional e Deportivo Cali, e, como aconteceu em 1973, o Atlético Nacional venceu no hexágono final, ganhando assim seu terceiro título. Em 1977, o Atlético Junior ganhou seu primeiro título no hexágono final. O treinador do time de Barranquilla foi Juan Ramón Verón.
Em 1978, o Millonarios conquistou seu décimo primeiro títulos depois de ganhar o quadrangular final. A nível internacional, o Deportivo Cali chegou a final da Copa Libertadores perdendo para o Boca Juniors. Desta forma, o Deportivo Cali tornou-se a primeira equipe colombiana a chegar a uma final internacional.
Em 1979 e depois de 31 anos em branco, o América de Cali alcançou seu primeiro título profissional sendo comandado por Gabriel Ochoa Uribe.

### 1980-1989
Em 1980, o Atlético Junior e o Deportivo Cali foram novamente protagonistas do futebol colombiano. O Junior de Barranquilla ganhou o quadrangular final, conseguindo assim sua segunda estrela. Em 1981, nas mãos de Osvaldo Zubeldía, o Atlético Nacional ganhou o seu quarto título contra o surpreendente Deportes Tolima.
Os anos seguintes foram o melhor momento do América de Cali, porque alcançaria o que até hoje é o maior recorde de campeonatos consecutivos, o clube conseguiu o pentacampeonato conquistando os campeonatos de 1982, 1983, 1984, 1985 e 1986. Todos os títulos foram conquistados no comando de Gabriel Ochoa Uribe. Da mesma forma, o América alcançaria três finais consecutivas da Copa Libertadores, perdendo para o Argentinos Juniors (1985), para o River Plate (1986) e para o Peñarol (1987).
Em 1987, no comando de Luis Augusto García, o Millonarios venceu o campeonato e estabeleceu 22 jogos sem perder. Em 1988, o clube conseguiu o bicampeonato e seu 13 título.
Em 1989, o Milionários e o Junior foram os únicos dois times que já tinham sido classificados para o quadrangular final, mas quando o torneio estava se aproximando desse quadrangular, o Cartel de Medellin assassinou em Medellín, o árbitro de Barranquilla, Álvaro Ortega, após o jogo entre Independiente Medellín e América de Cali. Isso causou o cancelamento do torneio daquele ano.
O único título concedido nesse ano foi a Copa da Colômbia conquistada pelo Independiente Santa Fe. No entanto, o destaque do ano foi o título do Atlético Nacional na Copa Libertadores depois de vencer o Olimpia nos pênaltis, sendo o primeiro time colombiano a vencer o troféu.

### 1990-1999
Em 1990 e após o cancelamento do torneio anterior, o América de Cali alcançaria seu sétimo título no comando de Gabriel Ochoa Uribe, sendo este o último para o técnico de Antioquia. No entanto, em 1991 e sob o comando de Hernán Darío Gómez, o Atlético Nacional ganharia seu quinto campeonato. Nesse mesmo ano, a primeira categoria B foi criada.
Em 1992, o América de Cali sendo comandado por Francisco Maturana obtéve seu oitavo título, derrotando o Deportivo Cali em seu último jogo.
Em 1993, parecia que o Independiente Medellín ganharia seu primeiro título desde 1957. Eles ganharam seu jogo por 1-0 e, nesse ponto, o Junior empatava com o América por 2-2 em Barranquilla, mas Oswaldo Mackenzie fez um gol nos segundos finais e a equipe de Barranquilla foi campeão após 13 anos de espera.
Em 1994, o Atlético Nacional venceu o campeonato, alcançando assim o seu sexto título. Foi um título emocionante, já que Andrés Escobar fora assassinado alguns meses antes, depois de marcar um gol contra na Copa do Mundo de 1994 nos Estados Unidos, o que gerou a eliminação da Seleção colombiana na Copa do Mundo.
Em 1995, um torneio seria jogado que duraria um único semestre, já que no próximo, o calendário se adaptaria ao formato europeu. Nesta edição, o Junior de Barranquilla foi campeão depois de uma disputa intensa com o América de Cali que foi vice-campeão. Neste ano, o Atlético Nacional chegou à final da Copa Libertadores pela segunda vez, desta vez perdendo para o Grêmio.
No torneio de 1995/96, o Deportivo Cali voltou a se tornar campeão após 22 anos depois de empatar em 0-0 contra o América de Cali. A invasão dos torcedores no campo quando  o jogo terminou impediu que os jogadores de Fernando "El Pecoso" Castro pudessem dar uma volta olímpica. Nesse mesmo ano, o América de Cali retornaria à final da Copa Libertadores, voltando a perder desta vez para o River Plate, como aconteceu há 10 anos.
O torneio de 1996/97 foi o mais longo, já que durou 16 meses. Na primeira fase, o América de Cali venceu e no torneio Adecuación foi disputada uma final sem precedentes entre Atlético Bucaramanga e Deportes Quindío. A final foi vencida pela equipe canariana que passou a disputar o título contra o América de Cali. O título foi conquistado pela pintura escarlate, sendo seu nono título em sua história.
Em 1998, o Once Caldas liderou o torneio durante todo o ano estabelecendo um recorde de pontos. Mas o Deportivo Cali acabou ganhando o campeonato pela sétima vez ganhando por 4-0 na final.
Em 1999, o Atlético Nacional venceu seu sétimo título em uma disputa por pênaltis em cima do América de Cali na primeira final definida nos pênaltis. Naquele ano, o Deportivo Cali chegou à final da Copa Libertadores, perdendo para o Palmeiras nos pênaltis.

### 2000-2009
Nos anos de 2000 e 2001, o América de Cali alcançou o bicampeonato no comando de Jaime de la Pava, esses seriam os últimos torneios ganhos pelo treinador.
Para 2002, a Assembleia Geral dos Clubes aprovou que o torneio profissional seria jogado por 18 equipes. Além disso, o campeonato de 2002 foi dividido em dois (Abertura e Clausura), de acordo com os líderes, para chamar mais atenção dos fãs e fazer com que eles fiquem mais interessados no campeonato. Assim, o sistema quadrangular semifinal foi implementado, onde as oito melhores equipes do semestre avançaram para um estágio semifinal de dois grupos: "A" e "B". O primeiro de cada grupo, se qualifica para a final para definir o campeão. No Apertura, a América de Cali conquistou o tricampeonato depois de vencer o Atlético Nacional nas duas finais. No Torneio Final de 2002, o campeão seria o Independiente Medellín após 45 anos, depois de vencer o surpreendente Deportivo Pasto.
No Apertura de 2003, outra equipe seria campeã depois de um longo período de tempo. Desta vez, seria o Once Caldas, que venceu o Junior de Barranquilla na final. Desta forma, a equipe branca ganharia seu segundo título depois de 53 anos. No clausura, o surpreendente Deportes Tolima venceu nos pênaltis contra o favorito Deportivo Cali.
No Apertura de 2004, o Independiente Medellín venceu seu quarto campeonato depois de vencer o Atlético Nacional na final. No clausura, o Atletico Nacional chegou na final novamente, mas foi vencido pelo Júnior de Barranquilla nos pênaltis por 5-3. Esta temporada ficou marcada pelo título do Once Caldas na Copa Libertadores sobre o Boca Juniors nas pênaltis. O Boca Juniors desperdiçou as 4 penalidades com uma ótima performance de Juan Carlos Henao, fazendo com que o Once Caldas ganhe a segunda Libertadores para a Colômbia.

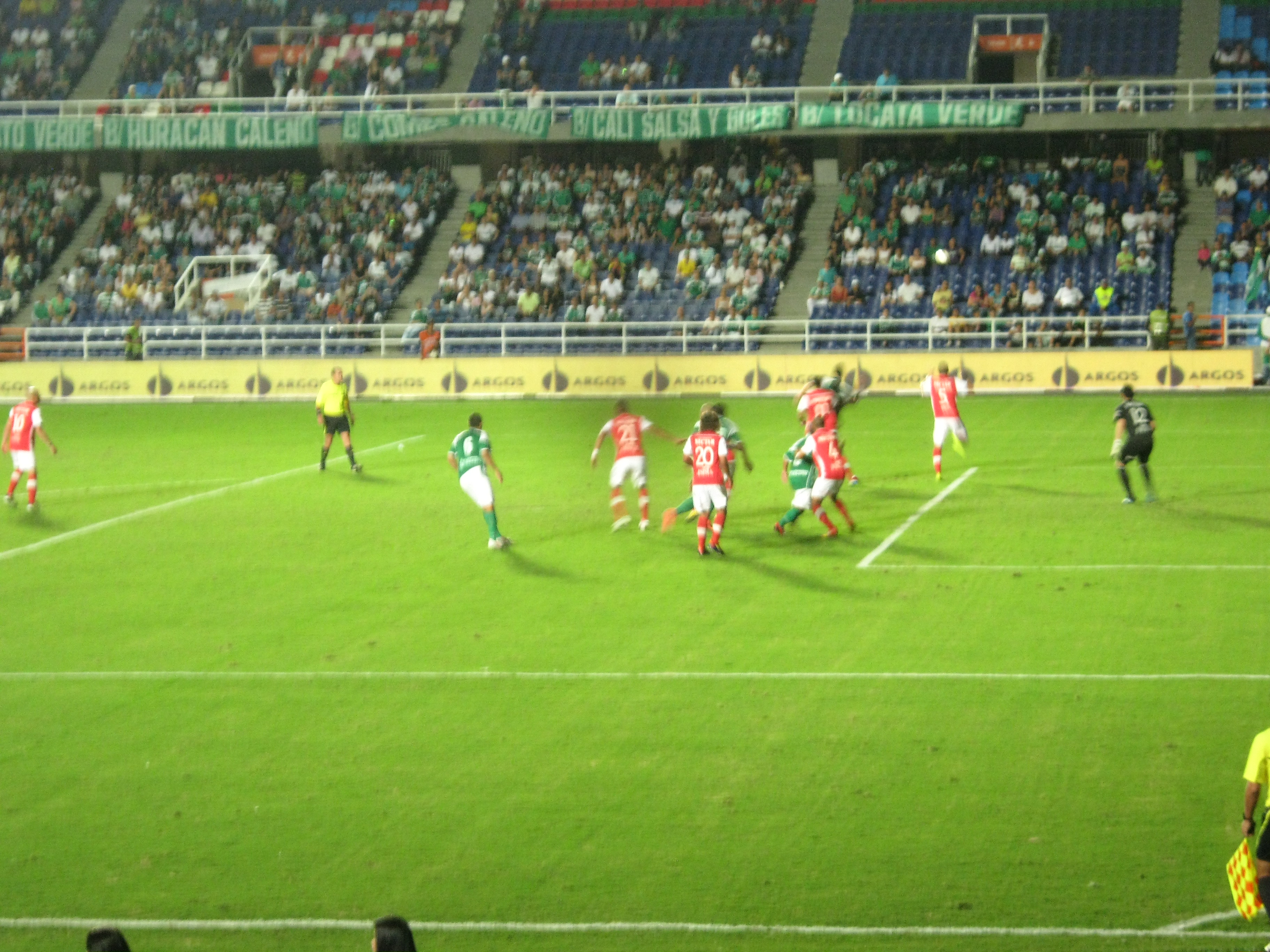
Encontro disputado entre Deportivo Cali e Independiente Santa Fe.

No Apertura 2005, o Atletico Nacional ganhou seu oitavo campeonato depois de vencer o Independiente Santa Fe na final. No clausura, o Deportivo Cali ganhou o seu oitavo título depois de vencer o surpreendente Real Cartagena que havia sido recentemente promovido a primeira divisão.
Desde 2006, a última equipe na tabela de médias de pontos (um cálculo baseado nas performances em pontos dos últimos três torneios na Primeira Divisão) é rebaixada para a categoria primeiro B sendo substituído pelo campeão desse torneio, enquanto o segundo colocado do primeiro B deve enfrentar um duelo de ida e volta contra o segundo pior nas médias de pontos.
Nesta temporada, duas equipes ganharam títulos pela primeira vez em sua história. No Apertura, o Deportivo Pasto foi dirigido por Oscar Quintabani, que após se classificar em oitavo chegou à final onde venceu o Deportivo Cali. No clausura, o campeão foi o Cúcuta Deportivo que tinha subido de divisão naquela temporada após 9 anos na Segunda Divisão. Na final, eles venceram o Deportes Tolima.
O ano de 2007 será lembrado pelos fãs do Atlético Nacional, pois o clube conseguiu ganhar os dois campeonatos. Em ambas as finais, o Atlético Nacional venceu equipes que nunca tinham chegado a final. No Apertura venceu o Atlético Huila e no Clausura venceu o La Equidad, a equipe estreou na primeira divisão naquele ano. Ambos os torneios foram conquistados sob o comando de Oscar Quintabani.
Em 2008, outra equipe dos chamados pequenos conquistou seu primeiro título. O apertura foi conquistado pelo Boyacá Chicó, comandado por Alberto Gamero, que venceria o final do Apertura nos pênaltis sobre o América de Cali. No entanto, a equipe "escarlate" se vingou no Clausura e, depois de 6 anos, ganhou um título ao vencer o Independiente Medellín na final. Desta forma, aqueles dirigidos por Diego Edison Umaña se equivaleram ao Millonarios em campeonatos ganhos (13 títulos).
No Apertura de 2009, o Once Caldas conquistou o seu terceiro título sobre o Junior de Barranquilla por 5-2 no agregado. No clausura, o Independiente Medellín venceu na final o Atlético Huila conquistando seu 5º título da liga. Além disso, no campeonato desse ano, Jackson Martinez quebraria o recorde de Leider Preciado de mais golos em um curto torneio (18 gols) com 19 golos.

### 2010-2014 - A Liga Postobón

Troféu que foi dado ao campeão da Liga de 2010 a 2014.

Para o Torneio Apertura de 2010, a Postobón começou a patrocinar o futebol profissional colombiano. Os grupos foram substituídos por uma semifinal nas quais se classificaram apenas as 4 primeiras equipas (1x4 e 2x3), devido à Copa do Mundo realizada na África do Sul. Sob este formato, o Junior alcançou sua sexta conquista enfrentando o La Equidad na final. Já no clausura, o sistema de grupos volta e o Once Caldas alcançou sua quarta conquista em uma final inédita contra o Deportes Tolima.
Na temporada de 2011, o sistema quadrangular semifinal foi modificado devido à Copa do Mundo sub-20 realizada na Colômbia e a Copa América que foi jogada na Argentina. Nisto, as oito equipes classificadas se enfrentaram por sorteio nas quartas de final, onde os vencedores foram para as semifinais e depois para a grande final.
Sob este formato, no Apertura 2011, o Atlético Nacional venceu seu décimo primeiro campeonato sobre o La Equidad nos pênaltis. No clausura, o Junior de Barranquilla venceu a final contra o Once Caldas e conquistou assim o seu sétimo título e se vingando da final de 2009.
Nessa temporada, o América de Cali, uma das maiores equipes da Colômbia, caiu para o primeiro B pela primeira vez em sua história depois de perder nos pênaltis contra o Patriotas Boyacá, tornando-se assim a primeira grande equipe a descer para segunda categoria da Colômbia.
Em 2012, após a Copa do Mundo sub-20 realizada na Colômbia, o antigo sistema de semifinais foi implementado. Os vencedores de 2012 foram os dois times tradicionais de Bogotá, Independente Santa Fe e Millonarios que foram coroados depois de 37 e 24 anos sem conquistar o título, respectivamente. No Apertura, o Independente Santa Fé venceu o Deportivo Pasto na final e obteve assim seu 7º título. No Clausura, os Milionários venceram o Independiente Medellin nos pênaltis e se tornou novamente a maior equipe campeã da Colômbia, superando por um título o América de Cali (14 a 13).
Na temporada de 2013, os torneios foram realizados com o tradicional sistema de jogo quadrangular semifinal. O Torneio Apertura de 2013 foi conquistada pelo Atlético Nacional, que venceu a final contra o Deportes Tolima e conquistou o seu 12ª título no Futebol Colombiano. No Clausura, O Atlético Nacional conseguiu obter o seu segundo bicampeonato (após o alcançado em 2007) e o título de número 13 (atingindo o número de títulos do América de Cali) sendo comandado por Juan Carlos Osorio, impondo um estilo de jogo de posse de futebol. O Atlético Nacional ganhou a final contra o Deportivo Cali.
No Torneio Apertura de 2014, o Atlético Nacional venceu mais uma vez, dessa vez vencendo nos pênaltis o Junior graças ao goleiro argentino Franco Armani. Assim, o Atlético Nacional obteve sua 14ª conquista e, consequentemente, empatou com os Millionarios no número de títulos. No Clausura de 2014, o Independiente Santa Fe obteve o seu 8º título batendo o Independiente Medellín na final.

### 2015 - A era Águila

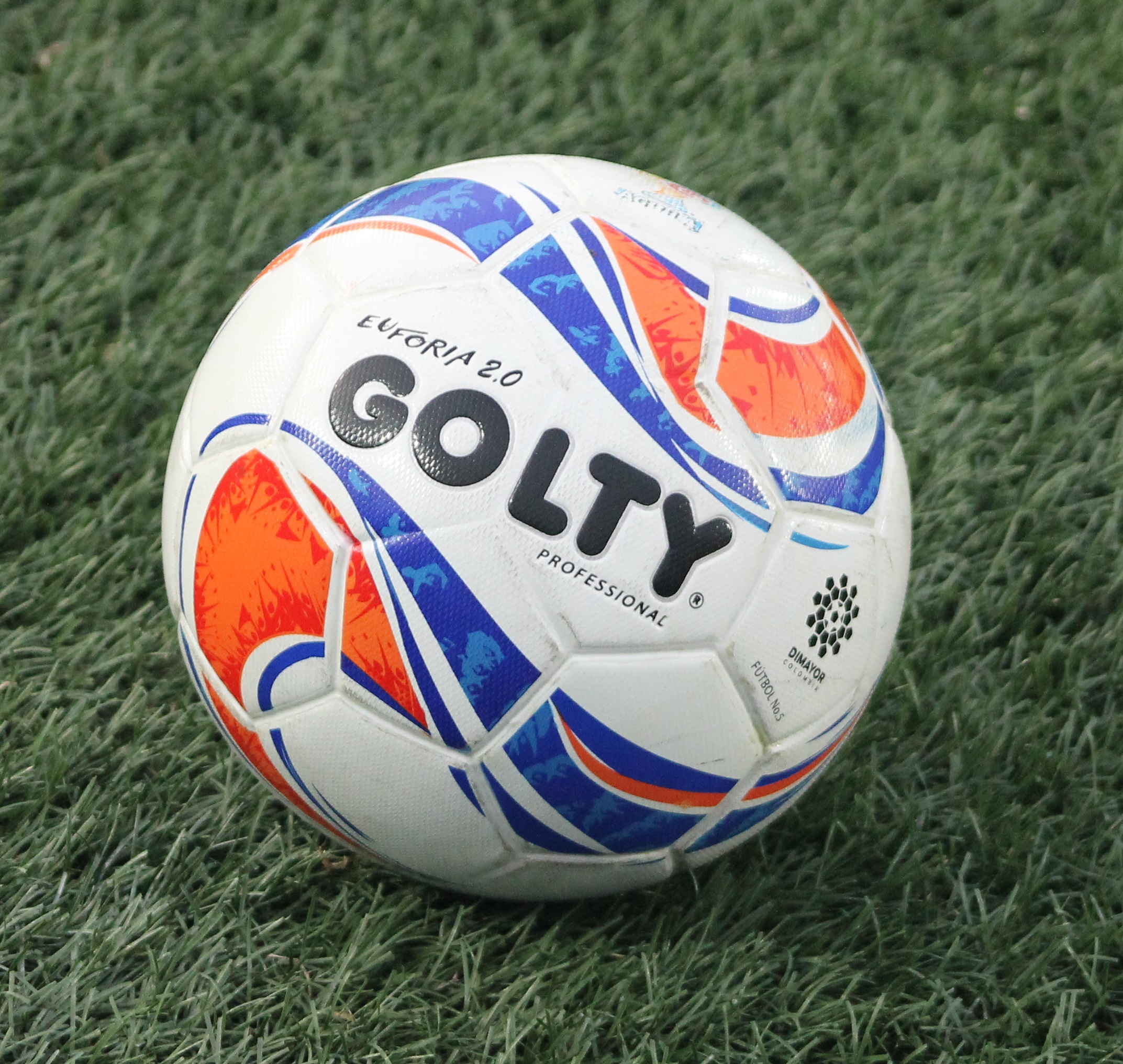
Euforia 2.0, a bola de futebol oficial da Colômbia em 2017.

Em 2014, em uma assembleia realizada em outubro, Dimayorchegou a um consenso sobre uma mudança de formato para a temporada de 2015: o número de equipes participantes subiu de dezoito para vinte equipes.
No Torneio Apertura de 2015, o campeão foi o Deportivo Cali que ganhou a final do Independiente Medellín. A equipe "açúcar" foi campeão depois de 9 anos e meio com uma equipe que era tinha apenas 22,3 anos de idade média. No Clausura, o campeão foi o Atlético Nacional que vencer o Junior na final.
No Torneio Apertura de 2016, o Independente de Medellin voltou a ser campeão depois de sete anos. O clube ganhou a final contra a equipe do Atlético Huila e obteve assim seu sexto título no torneio nacional. No Clausura de 2016, o campeão seria o Independente Santa Fe vencendo na final o Deportes Tolima, impondo um jogo de estilo uruguaio e terminando 15 jogos invicto na liga.
No Apertura de 2017, o Atlético Nacional ganhou seu décimo sexto título ganhando do Deportivo Cali na final. No Clausura de 2017, o Millonarios venceu o seu 15.ª campeonato em uma final inédita contra o Santa Fe.

## Sistema do Campeonato
O torneio de um ano é dividido em duas fases: abertura (de fevereiro a junho) e clausura (de julho a dezembro).
As fases durante cada torneio são:
- Todos contra todos: a partir de 2015, são jogadas 19 jogos para cada equipe.
- Quartas de final: as oito melhores equipes do campeonato são classificadas de acordo com a classificação da primeira fase e são divididas: as 4 primeiras equipas em uma chave e as 4 últimas equipes em outra chave.
- Semifinal: As 4 equipes vencedoras disputam as semifinais da liga.
- Final: os dois times vencedores se enfrentam para definir o campeão, que obterá o título de campeão do futebol colombiano, o segundo jogo é jogado no campo da equipe com a melhor classificação.

### Classificação para a Copa Libertadores
A Colômbia tem dois lugares diretos para a fase de grupos da Copa Conmebol Libertadores e dois para a primeira fase em um total de quatro lugares. Os campeões dos torneios  são inscritos na fase de grupos. No caso de o mesmo time ganhar os dois torneios do ano, uma cota direta será aberta para a equipe que obtém o melhor resultado na soma do ano.
A equipe com a melhor pontuação total dos torneios Apertura e clausura, e que não ganhou nenhum dos torneios em disputa, obtém o terceiro lugar na Copa Libertadores. A quarta equipe é o campeão da Copa da Colômbia.

### Classificação para a Copa Sulamericana
Para a Copa Conmebol Sulamericana, a Colômbia tem quatro lugares diretos para a primeira fase. Estes lugares são ganhos pelo melhor colocado dentro da tabela de pontuação acumulativa do ano, não classificado na Copa Conmebol Libertadores.

### Descida para o primeiro B
A tabela média para a descida é o que determina as equipes que descerão para a primeira categoria B por temporada. Essa tabela é a soma total de pontos nas fases, todos contra todos os dois últimos anos do campeonato e o novo ano em que o torneio é jogado. Exemplo: todas as fases de todos os torneios 2011-I, 2011-II, 2012-I, 2012-II, 2013-I e 2013-II são levadas em consideração para a descida na temporada 2013.
Para obter a média, o total de pontos obtidos é adicionado e dividido no número de jogos jogados.

## Troféus
O troféu atribuído ao campeão da Primeira Divisão tem mais de 60 anos. É feito pela joalharia Solórzano Silverware, feita em prata alemã, pesa cerca de 5 quilos e mede aproximadamente 90 centímetros. A forma do troféu sempre foi a mesma, apenas seu tamanho mudou; Seu valor aproximado é de 5 milhões de pesos. O original tem a figura da vitória alada de Samotraça, que representa o triunfo esportivo.
A partir da chegada de Postobón como patrocinador do campeonato, dois troféus são premiados. O tradicional do Dimayor e um dos patrocinadores, quando, em 2010, o concurso de mudança de patrocinador foi feito para escolher o novo troféu, o design vencedor foi o de um grupo de alunos da Universidade Nacional de Palmira, Valle del Cauca.
O troféu original está nos escritórios do Dimayor, então cada time que é campeão consagrado recebe uma réplica exata que pode ser mantida em sua sede.

## Títulos
No total, 16 equipes foram coroadas em pelo menos uma oportunidade como campeão colombiano de futebol. O clube com mais títulos é Atlético Nacional de Medellín com 18 títulos. As cidades com mais títulos são  Bogotá e Cali com um total de 25 conquistas, seguidas de Medellín com 24.
Deve-se notar que, na Colômbia, os títulos de propriedade não são entregues, apenas as réplicas do troféu. Também não tem um prêmio econômico ao campeão, o dinheiro do prêmio que os jogadores campeões recebem vem diretamente do orçamento dos clubes.
Sob o atual sistema do campeonato, o campeão, além de obter uma nova estrela em seu escudo, obtém classificação direta para a Copa Libertadores de América.
| Ano                                            | Campeão                                                                         | Resultados final                                                                | Vice-Campeão                                                                    | Treinador Campeão                                                               | Clubes Participantes                        |
| Campeonato colombiano / Categoría Primera A    | Campeonato colombiano / Categoría Primera A                                     | Campeonato colombiano / Categoría Primera A                                     | Campeonato colombiano / Categoría Primera A                                     | Campeonato colombiano / Categoría Primera A                                     | Campeonato colombiano / Categoría Primera A |
| ---------------------------------------------- | ------------------------------------------------------------------------------- | ------------------------------------------------------------------------------- | ------------------------------------------------------------------------------- | ------------------------------------------------------------------------------- | ------------------------------------------- |
| 1948                                           | Santa Fe (1º)                                                                   | Todos contra todos                                                              | Junior                                                                          | Carlos Carrillo Nalda (1º)                                                      | 10                                          |
| 1949                                           | Millonarios (1º)                                                                | Todos contra todos                                                              | Deportivo Cali                                                                  | Adolfo Pedernera (1º)                                                           | 14                                          |
| 1950                                           | Once Caldas (1º)                                                                | Todos contra todos                                                              | Millonarios                                                                     | Alfredo Cuezzo (1º)                                                             | 16                                          |
| 1951                                           | Millonarios (2º)                                                                | Todos contra todos                                                              | Boca Juniors de Cali                                                            | Adolfo Pedernera (2º)                                                           | 18                                          |
| 1952                                           | Millonarios (3º)                                                                | Todos contra todos                                                              | Boca Juniors de Cali                                                            | Adolfo Pedernera (3º)                                                           | 15                                          |
| 1953                                           | Millonarios (4º)                                                                | Todos contra todos                                                              | Deportes Quindío                                                                | Adolfo Pedernera (4º)                                                           | 12                                          |
| 1954                                           | Atlético Nacional (1º)                                                          | Todos contra todos                                                              | Deportes Quindío                                                                | Fernando Paternoster (1º)                                                       | 10                                          |
| 1955                                           | Independiente Medellín (1º)                                                     | Todos contra todos                                                              | Atlético Nacional                                                               | Delfín Benítez Cáceres (1º)                                                     | 10                                          |
| 1956                                           | Deportes Quindío (1º)                                                           | Todos contra todos                                                              | Millonarios                                                                     | Francisco Lombardo (1º)                                                         | 13                                          |
| 1957                                           | Independiente Medellín (2º)                                                     | Final vs. Cúcuta Deportivo                                                      | Deportes Tolima                                                                 | René Seghini (1º)                                                               | 12                                          |
| 1958                                           | Santa Fe (2º)                                                                   | Todos contra todos                                                              | Millonarios                                                                     | Julio Tocker (1º)                                                               | 12                                          |
| 1959                                           | Millonarios (5º)                                                                | Todos contra todos                                                              | Independiente Medellín                                                          | Gabriel Ochoa Uribe (1º)                                                        | 12                                          |
| 1960                                           | Santa Fe (3º)                                                                   | Todos contra todos                                                              | América de Cali                                                                 | Julio Tocker (2º)                                                               | 12                                          |
| 1961                                           | Millonarios (6º)                                                                | Todos contra todos                                                              | Independiente Medellín                                                          | Gabriel Ochoa Uribe (2º)                                                        | 12                                          |
| 1962                                           | Millonarios (7º)                                                                | Todos contra todos                                                              | Deportivo Cali                                                                  | Gabriel Ochoa Uribe (3º)                                                        | 12                                          |
| 1963                                           | Millonarios (8º)                                                                | Todos contra todos                                                              | Santa Fe                                                                        | Gabriel Ochoa Uribe (4º)                                                        | 13                                          |
| 1964                                           | Millonarios (9º)                                                                | Todos contra todos                                                              | Cúcuta Deportivo                                                                | Efraín Sánchez (1º)                                                             | 13                                          |
| 1965                                           | Deportivo Cali (1º)                                                             | Todos contra todos                                                              | Atlético Nacional                                                               | Francisco Villegas (1º)                                                         | 13                                          |
| 1966                                           | Santa Fe (4º)                                                                   | Todos contra todos                                                              | Independiente Medellín                                                          | Gabriel Ochoa Uribe (5º)                                                        | 14                                          |
| 1967                                           | Deportivo Cali (2º)                                                             | Todos contra todos                                                              | Millonarios                                                                     | Francisco Villegas (2º)                                                         | 14                                          |
| 1968                                           | Unión Magdalena (1º)                                                            | 1:0-2:2                                                                         | Deportivo Cali                                                                  | Antonio Julio de la Hoz (1º)                                                    | 14                                          |
| 1969                                           | Deportivo Cali (3º)                                                             | Triangular final                                                                | América de Cali                                                                 | Francisco Villegas (3º)                                                         | 14                                          |
| 1970                                           | Deportivo Cali (4º)                                                             | Quadrangular final                                                              | Junior                                                                          | Roberto Reskín (1º)                                                             | 14                                          |
| 1971                                           | Santa Fe (5º)                                                                   | 0:0-0:0-3:2                                                                     | Atlético Nacional                                                               | Vladimir Popović (1º)                                                           | 14                                          |
| 1972                                           | Millonarios (10º)                                                               | Triangular final                                                                | Deportivo Cali                                                                  | Gabriel Ochoa Uribe (6º)                                                        | 14                                          |
| 1973                                           | Atlético Nacional (2º)                                                          | Triangular final                                                                | Millonarios                                                                     | César López Fretes (1º)                                                         | 14                                          |
| 1974                                           | Deportivo Cali (5º)                                                             | Hexagonal final                                                                 | Atlético Nacional                                                               | Vladimir Popović (2º)                                                           | 14                                          |
| 1975                                           | Santa Fe (6º)                                                                   | Hexagonal final                                                                 | Millonarios                                                                     | Francisco Hormazábal (1º)                                                       | 14                                          |
| 1976                                           | Atlético Nacional (3º)                                                          | Hexagonal final                                                                 | Deportivo Cali                                                                  | Osvaldo Zubeldía (1º)                                                           | 14                                          |
| 1977                                           | Junior (1º)                                                                     | Hexagonal final                                                                 | Deportivo Cali                                                                  | Juan Ramón Verón (1º)                                                           | 14                                          |
| 1978                                           | Millonarios (11º)                                                               | Quadrangular final                                                              | Deportivo Cali                                                                  | Pedro Dellacha (1º)                                                             | 14                                          |
| 1979                                           | América de Cali (1º)                                                            | Quadrangular final                                                              | Santa Fe                                                                        | Gabriel Ochoa Uribe (7º)                                                        | 14                                          |
| 1980                                           | Junior (2º)                                                                     | Quadrangular final                                                              | Deportivo Cali                                                                  | Jose Varacka (1º)                                                               | 14                                          |
| 1981                                           | Atlético Nacional (4º)                                                          | Quadrangular final                                                              | Deportes Tolima                                                                 | Osvaldo Zubeldía (2º)                                                           | 14                                          |
| 1982                                           | América de Cali (2º)                                                            | Octagonal final                                                                 | Deportes Tolima                                                                 | Gabriel Ochoa Uribe (8º)                                                        | 14                                          |
| 1983                                           | América de Cali (3º)                                                            | Octagonal final                                                                 | Junior                                                                          | Gabriel Ochoa Uribe (9º)                                                        | 14                                          |
| 1984                                           | América de Cali (4º)                                                            | Octagonal final                                                                 | Millonarios                                                                     | Gabriel Ochoa Uribe (10º)                                                       | 14                                          |
| 1985                                           | América de Cali (5º)                                                            | Octagonal final                                                                 | Deportivo Cali                                                                  | Gabriel Ochoa Uribe (11º)                                                       | 14                                          |
| 1986                                           | América de Cali (6º)                                                            | Octagonal final                                                                 | Deportivo Cali                                                                  | Gabriel Ochoa Uribe (12º)                                                       | 14                                          |
| 1987                                           | Millonarios (12º)                                                               | Octagonal final                                                                 | América de Cali                                                                 | Luis Augusto García (1º)                                                        | 14                                          |
| 1988                                           | Millonarios (13º)                                                               | Octagonal final                                                                 | Atlético Nacional                                                               | Luis Augusto García (2º)                                                        | 15                                          |
| 1989                                           | Campeonato cancelado devido ao assassinato do árbitro assistente Álvaro Ortega. | Campeonato cancelado devido ao assassinato do árbitro assistente Álvaro Ortega. | Campeonato cancelado devido ao assassinato do árbitro assistente Álvaro Ortega. | Campeonato cancelado devido ao assassinato do árbitro assistente Álvaro Ortega. |                                             |
| Copa Mustang                                   |                                                                                 |                                                                                 |                                                                                 |                                                                                 |                                             |
| 1990                                           | América de Cali (7º)                                                            | Quadrangular final                                                              | Atlético Nacional                                                               | Gabriel Ochoa Uribe (13º)                                                       | 15                                          |
| 1991                                           | Atlético Nacional (5º)                                                          | Quadrangular final                                                              | América de Cali                                                                 | Hernán Darío Gómez (1º)                                                         | 15                                          |
| 1992                                           | América de Cali (8º)                                                            | Quadrangular final                                                              | Atlético Nacional                                                               | Francisco Maturana (1º)                                                         | 16                                          |
| 1993                                           | Junior (3º)                                                                     | Quadrangular final                                                              | Independiente Medellín                                                          | Julio Avelino Comesaña (1º)                                                     | 16                                          |
| 1994                                           | Atlético Nacional (6º)                                                          | Quadrangular final                                                              | Millonarios                                                                     | Juan José Peláez (1º)                                                           | 16                                          |
| 1995                                           | Junior (4º)                                                                     | Todos contra todos                                                              | América de Cali                                                                 | Carlos Restrepo (1º)                                                            | 16                                          |
| 1995-96                                        | Deportivo Cali (6º)                                                             | Quadrangular final                                                              | Millonarios                                                                     | Fernando Castro (1º)                                                            | 16                                          |
| 1996-97                                        | América de Cali (9º)                                                            | 1:0-2:0                                                                         | Atlético Bucaramanga                                                            | Luis Augusto García (3º)                                                        | 16                                          |
| 1998                                           | Deportivo Cali (7º)                                                             | 4:0-0:0                                                                         | Once Caldas                                                                     | José Eugenio Hernández (1º)                                                     | 16                                          |
| 1999                                           | Atlético Nacional (7º)                                                          | 1:1-0:0 (4:2 pen.)                                                              | América de Cali                                                                 | Luis Fernando Suárez (1º)                                                       | 16                                          |
| 2000                                           | América de Cali (10º)                                                           | Quadrangular final                                                              | Junior                                                                          | Jaime de la Pava (1º)                                                           | 16                                          |
| 2001                                           | América de Cali (11º)                                                           | 1:0-2:0                                                                         | Independiente Medellín                                                          | Jaime de la Pava (2º)                                                           | 16                                          |
| Torneo Apertura (I) - Torneo Finalización (II) |                                                                                 |                                                                                 |                                                                                 |                                                                                 |                                             |
| 2002-A                                         | América de Cali (12º)                                                           | 2:1-1:0                                                                         | Atlético Nacional                                                               | Jaime de la Pava (3º)                                                           | 18                                          |
| 2002-F                                         | Independiente Medellín (3º)                                                     | 2:0-1:1                                                                         | Deportivo Pasto                                                                 | Víctor Luna (1º)                                                                | 18                                          |
| 2003-A                                         | Once Caldas (2º)                                                                | 0:0-1:0                                                                         | Junior                                                                          | Luis Fernando Montoya (1º)                                                      | 18                                          |
| 2003-F                                         | Deportes Tolima (1º)                                                            | 2:0-1:3 (4:2 pen.)                                                              | Deportivo Cali                                                                  | Luis Augusto García (4º)                                                        | 18                                          |
| 2004-A                                         | Independiente Medellín (4º)                                                     | 2:1-0:0                                                                         | Atlético Nacional                                                               | Pedro Sarmiento (1º)                                                            | 18                                          |
| 2004-F                                         | Junior (5º)                                                                     | 3:0-2:5 (5:4 pen.)                                                              | Atlético Nacional                                                               | Miguel Ángel López (1º)                                                         | 18                                          |
| 2005-A                                         | Atlético Nacional (8º)                                                          | 0:0-2:0                                                                         | Santa Fe                                                                        | Santiago Escobar (1º)                                                           | 18                                          |
| 2005-F                                         | Deportivo Cali (8º)                                                             | 2:0-1:0                                                                         | Real Cartagena                                                                  | Pedro Sarmiento (2º)                                                            | 18                                          |
| 2006-A                                         | Deportivo Pasto (1º)                                                            | 1:0-1:1                                                                         | Deportivo Cali                                                                  | Óscar Héctor Quintabani (1º)                                                    | 18                                          |
| 2006-F                                         | Cúcuta Deportivo (1º)                                                           | 1:0-1:1                                                                         | Deportes Tolima                                                                 | Jorge Luis Pinto (1º)                                                           | 18                                          |
| 2007-A                                         | Atlético Nacional (9º)                                                          | 1:0-2:1                                                                         | Atlético Huila                                                                  | Óscar Héctor Quintabani (2º)                                                    | 18                                          |
| 2007-F                                         | Atlético Nacional (10º)                                                         | 3:0-0:0                                                                         | La Equidad                                                                      | Óscar Héctor Quintabani (3º)                                                    | 18                                          |
| 2008-A                                         | Boyacá Chicó (1º)                                                               | 1:1-1:1 (4:2 pen.)                                                              | América de Cali                                                                 | Alberto Gamero (1º)                                                             | 18                                          |
| 2008-F                                         | América de Cali (13º)                                                           | 1:0-3:1                                                                         | Independiente Medellín                                                          | Diego Edison Umaña (1º)                                                         | 18                                          |
| 2009-A                                         | Once Caldas (3º)                                                                | 2:1-3:1                                                                         | Junior                                                                          | Javier Álvarez (1º)                                                             | 18                                          |
| 2009-F                                         | Independiente Medellín (5º)                                                     | 1:0-2:2                                                                         | Atlético Huila                                                                  | Leonel Álvarez (1º)                                                             | 18                                          |
| Liga Postobón                                  |                                                                                 |                                                                                 |                                                                                 |                                                                                 |                                             |
| 2010-A                                         | Junior (6º)                                                                     | 0:1-3:1                                                                         | La Equidad                                                                      | Diego Edison Umaña (2º)                                                         | 18                                          |
| 2010-F                                         | Once Caldas (4º)                                                                | 1:2-3:1                                                                         | Deportes Tolima                                                                 | Juan Carlos Osorio (1º)                                                         | 18                                          |
| 2011-A                                         | Atlético Nacional (11º)                                                         | 1:2-2:1 (3:2 pen.)                                                              | La Equidad                                                                      | Santiago Escobar (2º)                                                           | 18                                          |
| 2011-F                                         | Junior (7º)                                                                     | 3:2-1:2 (4:2 pen.)                                                              | Once Caldas                                                                     | José Eugenio Hernández (1º)                                                     | 18                                          |
| 2012-I                                         | Santa Fe (7º)                                                                   | 1:1-1:0                                                                         | Deportivo Pasto                                                                 | Wilson Gutiérrez (1º)                                                           | 18                                          |
| 2012-II                                        | Millonarios (14º)                                                               | 0:0-1:1 (5:4 pen.)                                                              | Independiente Medellín                                                          | Hernán Torres (1º)                                                              | 18                                          |
| 2013-I                                         | Atlético Nacional (12º)                                                         | 0:0-2:0                                                                         | Santa Fe                                                                        | Juan Carlos Osorio (2º)                                                         | 18                                          |
| 2013-II                                        | Atlético Nacional (13º)                                                         | 0:0-2:0                                                                         | Deportivo Cali                                                                  | Juan Carlos Osorio (3º)                                                         | 18                                          |
| 2014-I                                         | Atlético Nacional (14º)                                                         | 0:1-2:1 (4:2 pen.)                                                              | Junior                                                                          | Juan Carlos Osorio (5º)                                                         | 18                                          |
| 2014-II                                        | Santa Fe (8º)                                                                   | 2:1-1:1                                                                         | Independiente Medellín                                                          | Gustavo Costas (1º)                                                             | 18                                          |
| Liga Águila                                    |                                                                                 |                                                                                 |                                                                                 |                                                                                 |                                             |
| 2015-I                                         | Deportivo Cali (9º)                                                             | 1:0-1:1                                                                         | Independiente Medellín                                                          | Fernando Castro (1º)                                                            | 20                                          |
| 2015-II                                        | Atlético Nacional (15º)                                                         | 1:2-1:0 (3:2 pen.)                                                              | Junior                                                                          | Reinaldo Rueda (1º)                                                             | 20                                          |
| 2016-I                                         | Independiente Medellín (6º)                                                     | 1:1-2:0                                                                         | Junior                                                                          | Leonel Álvarez (2º)                                                             | 20                                          |
| 2016-II                                        | Santa Fe (9º)                                                                   | 0:0-1:0                                                                         | Deportes Tolima                                                                 | Gustavo Costas (2º)                                                             | 20                                          |
| 2017-I                                         | Atlético Nacional (16º)                                                         | 0:2-5:1                                                                         | Deportivo Cali                                                                  | Reinaldo Rueda (2º)                                                             | 20                                          |
| 2017-II                                        | Millonarios (15º)                                                               | 1:0-2:2                                                                         | Santa Fe                                                                        | Miguel Ángel Russo (1º)                                                         | 20                                          |
| 2018-I                                         | Deportes Tolima (2º)                                                            | 0:1-2:1 (4:2 pen.)                                                              | Atlético Nacional                                                               | Alberto Gamero (2º)                                                             | 20                                          |
| 2018-II                                        | Junior (8º)                                                                     | 4:1-1:3                                                                         | Independiente Medellín                                                          | Julio Comesaña (1º)                                                             | 20                                          |
| 2019-I                                         | Junior (9º)                                                                     | 1:0-0:1 (5:4 pen.)                                                              | Deportivo Pasto                                                                 | Julio Comesaña (2º)                                                             | 20                                          |
| 2019-II                                        | América de Cali (14º)                                                           | 0:0-2:0                                                                         | Junior                                                                          | Alexandre Guimarães (1º)                                                        | 20                                          |
| Liga Betplay Dimayor                           |                                                                                 |                                                                                 |                                                                                 |                                                                                 |                                             |
| 2020                                           | América de Cali (15º)                                                           | 3:0-0:2                                                                         | Santa Fe                                                                        | Juan Cruz Real (1º)                                                             | 20                                          |
| 2021-I                                         | Deportes Tolima (3º)                                                            | 1:1-2:1                                                                         | Millonarios                                                                     | Hernán Torres (1º)                                                              | 19                                          |
| 2021-II                                        | Deportivo Cali (10º)                                                            | 1:1-2:1                                                                         | Deportes Tolima                                                                 | Rafael Dudamel (1º)                                                             | 20                                          |
| 2022-I                                         | Atlético Nacional (17º)                                                         | 3:1-1:2                                                                         | Deportes Tolima                                                                 | Hernán Darío Herrera (1º)                                                       | 20                                          |
| 2022-II                                        | Deportivo Pereira (1º)                                                          | 1:1-0:0 (4:3 pen.)                                                              | Independiente Medellín                                                          | Alejandro Restrepo (1º)                                                         | 20                                          |
| 2023-I                                         | Millonarios (16º)                                                               | 0:0-1:1 (3:2 pen.)                                                              | Atlético Nacional                                                               | Alberto Gamero (3º)                                                             | 20                                          |
| 2023-II                                        | Junior (10º)                                                                    | 3:2-1:2 (5:3 pen.)                                                              | Independiente Medellín                                                          | Arturo Reyes (1º)                                                               | 20                                          |
| 2024-I                                         | Atlético Bucaramanga (1º)                                                       | 1:0-2:3 (6:5 pen.)                                                              | Santa Fe                                                                        | Rafael Dudamel (2º)                                                             | 20                                          |
| 2024-II                                        | Atlético Nacional (18º)                                                         | 1:1-2:0                                                                         | Deportes Tolima                                                                 | Efraín Juárez (1º)                                                              | 20                                          |
| 2025-I                                         | Santa Fe (10º)                                                                  | 0:0-2:1                                                                         | Independiente Medellín                                                          | Jorge Bava (1º)                                                                 | 20                                          |

## Campeões
Nove clubes, Atlético Nacional, Millonarios, América de Cali, Deportivo Cali, Junior, Santa Fe, Independiente Medellín, Once Caldas e Deportes Tolima formam o seleto grupo dos clubes que conquistaram mais de três campeonatos colombianos.
| Clubes                 | Títulos | Vice-Campeões | Anos campeões |
| ---------------------- | ------- | ------------- | --- |
| Atlético Nacional      | 18      | 12            | 1954, 1973, 1976, 1981, 1991, 1994, 1999, 2005-I, 2007-I, 2007-II, 2011-I, 2013-I, 2013-II, 2014-I, 2015-II, 2017-I, 2022-I, 2024-II |
| Millonarios            | 16      | 10            | 1949, 1951, 1952, 1953, 1959, 1961, 1962, 1963, 1964, 1972, 1978, 1987, 1988, 2012-II, 2017-II, 2023-I                               |
| América de Cali        | 15      | 7             | 1979, 1982, 1983, 1984, 1985, 1986, 1990, 1992, 1996/97, 2000, 2001, 2002-I, 2008-II, 2019-II, 2020                                  |
| Deportivo Cali         | 10      | 14            | 1965, 1967, 1969, 1970, 1974, 1995/96, 1998, 2005-II, 2015-I, 2021-II                                                                |
| Junior                 | 10      | 10            | 1977, 1980, 1993, 1995, 2004-II, 2010-I, 2011-II, 2018-II, 2019-I, 2023-II                                                           |
| Santa Fe               | 10      | 7             | 1948, 1958, 1960, 1966, 1971, 1975, 2012-I, 2014-II, 2016-II, 2025-I                                                                 |
| Independiente Medellín | 6       | 13            | 1955, 1957, 2002-II, 2004-I, 2009-II, 2016-I                                                                                         |
| Once Caldas            | 4       | 2             | 1950, 2003-I, 2009-I, 2010-II |
| Deportes Tolima        | 3       | 9             | 2003-II, 2018-I, 2021-I |
| Deportivo Pasto        | 1       | 3             | 2006-I |
| Deportes Quindío       | 1       | 2             | 1956 |
| Cúcuta Deportivo       | 1       | 1             | 2006-II |
| Atlético Bucaramanga   | 1       | 1             | 2024-I |
| Unión Magdalena        | 1       | 0             | 1968 |
| Boyacá Chicó           | 1       | 0             | 2008-I |
| Deportivo Pereira      | 1       | 0             | 2022-II |

## Artilheiros históricos
| Pos. | Nome                       | Temporada   | Gols |
| ---- | -------------------------- | ----------- | ---- |
| 1    | Dayro Moreno               | 2003 -      | 251  |
| 2    | Sergio Galván Rey          | 1996 - 2011 | 224  |
| 3    | Iván René Valenciano       | 1988 - 2009 | 217  |
| 4    | Hugo Horacio Lóndero       | 1969 - 1981 | 211  |
| 5    | Oswaldo Marcial Palavecino | 1975 - 1985 | 204  |
| 6    | Jorge Ramírez Gallego      | 1962 - 1975 | 201  |
| 7    | Omar Lorenzo Devanni       | 1963 - 1971 | 198  |
| 8    | Víctor Hugo Aristizábal    | 1989 - 2007 | 187  |
| 9    | Arnoldo Iguarán            | 1977 - 1997 | 186  |
| 10   | Willington Ortiz           | 1972 - 1988 | 184  |
| 10   | José Omar Verdún           | 1962 - 1971 | 184  |